# Kiler-ów 2-óch
Kiler-ów 2-óch – polska komedia sensacyjna z 1999 roku w reżyserii Juliusza Machulskiego. Sequel filmu Kiler (1997).

## Fabuła
Jerzy Kiler (Cezary Pazura) po wydarzeniach pokazanych w poprzednim filmie staje się osobą publiczną i wraz z Ewą Szańską (Małgorzata Kożuchowska) prowadzi Fundację Jurka Kilera, przekazując ogromne sumy pieniędzy otrzymywanych z całego świata na rzecz publicznych instytucji w Polsce. Senator Ferdynand Lipski (Jan Englert) wychodzi na wolność, ponieważ niedługo miał odbyć się ślub jego córki Aldony zwanej „Doną” (Jolanta Fraszyńska). Stefan Siara Siarzewski (Janusz Rewiński), podstawiając sobowtóra, również opuszcza więzienie i wynajmuje do zabicia Kilera płatnego mordercę ze Stanów Zjednoczonych, Szakala (Peter J. Lucas). Ten jednak krzyżuje plany Ferdynanda Lipskiego, który również planuje zemstę, połączoną jednak ze zdobyciem transportu złota dla fundacji Kilera. Na jego nieszczęście po kilku nieudanych próbach Szakal wykonuje zlecenie zabójstwa, więc Lipski znajduje na Kubie sobowtóra Kilera, pułkownika José Arcadio Moralesa (Cezary Pazura, ale wymieniony w napisach końcowych jako Cesar Andres Garro), który ma odebrać złoto zamiast rzekomo zabitego Kilera. Gdy Lipski i Siara dyskutują nad podziałem łupów okazuje się, że Kiler przypadkiem przeżył zamach i również planuje odebrać złoto.
Dona jest zakochana w Jurku i zamierza wziąć z nim ślub, o czym dowiaduje się Ewa. Dochodzi do bójki w ciężarówce pomiędzy Kilerem a Moralesem. Młode wilki – Radosław, Mirosław i Zbigniew (Michał Milowicz, Marcin Dorociński, Stefan Friedmann) – wynoszą nieprzytomnego Moralesa, a Kiler zadaje mu trzy strzały. Siara dowiaduje się tego, że Kiler i Dona mieli się pobrać, a Morales pozbył się Kilera, więc postanawia, że Dona weźmie ślub z Moralesem. W kościele okazuje się, że Siara przywiózł Kilera i do ślubu nie dochodzi, gdyż zostaje przerwany przez Ewę. Za to Ewa przywiozła Moralesa i Kiler przyprowadza go przed kościół. Gdy przychodzi Dona, Morales bierze ją na ręce i zaprowadza do kościoła. Ksiądz (Witold Pyrkosz) ogłasza ich mężem i żoną.
Siara i Lipski jeszcze w trakcie ślubu Dony i Moralesa gonią ciężarówką Kilera i chcą go zabić. W drodze zostają zatrzymani przez trzech policjantów, w rzeczywistości są to młode wilki. Siarę i Lipskiego chce aresztować Wąski (Krzysztof Kiersznowski), ponieważ Siara źle go traktował. Ciężarówka rusza bez kierowcy, a radiowóz musi ją gonić. Drogę blokuje im samochód z brygadą antyterrorystyczną. Przyjeżdżają podinspektor Jerzy Ryba (Jerzy Stuhr) i Mioduch (Szymon Majewski), którzy aresztują Siarę, Ferdynanda Lipskiego, dwóch młodych wilków (Radosława i Mirosława) oraz Wąskiego. Samochód Ewy zatrzymał się w lesie, ponieważ zapomniała zatankować. Wtedy z Kilerem dostrzega jadącą furgonetkę (LDV Convoy), do której razem wsiadają.

## Ekipa
- reżyseria: Juliusz Machulski
- scenariusz: Juliusz Machulski, Ryszard Zatorski
- zdjęcia: Grzegorz Kuczeriszka
- scenografia: Monika Sajko-Gradowska
- montaż: Jadwiga Zajiček
- muzyka: Kuba Sienkiewicz i Elektryczne Gitary
- kierownik produkcji: Jan Kaczmarski(inne języki)
- producent: Juliusz Machulski

## Obsada
- Cezary Pazura –
  - Jerzy Kiler,
  - José Arcadio Morales

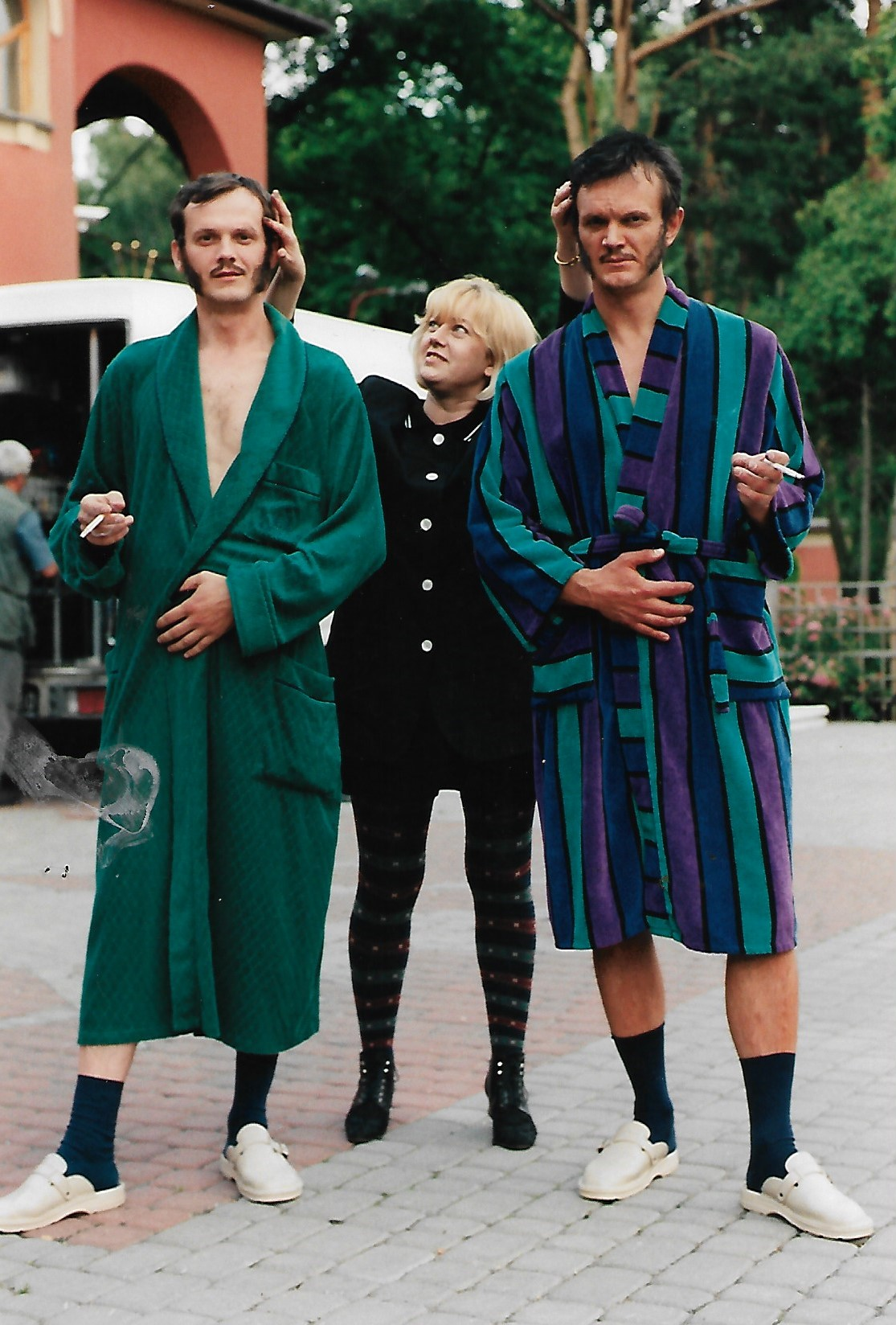
Iwona Blicharz, Cezary Pazura i jego sobowtór - Leszek Blautenberg podczas zdjęć do filmu Kiler-ów 2-óch

- Janusz Rewiński – gangster Stefan „Siara” Siarzewski
- Małgorzata Kożuchowska – Ewa Szańska
- Jolanta Fraszyńska – Aldona „Dona” Lipska
- Katarzyna Figura – Ryszarda „Gabrysia” Siarzewska
- Jan Englert – były senator Ferdynand Lipski
- Marek Kondrat – podpułkownik Służby Więziennej Mieczysław Klonisz, dyrektor więzienia
- Jerzy Stuhr – podinspektor Jerzy Ryba
- Krzysztof Kiersznowski – gangster „Wąski”
- Olaf Lubaszenko – on sam, „aktor, co to jest reżyserem”
- Peter J. Lucas – płatny zabójca Szakal
- Michał Milowicz – Radosław, młody wilk
- Marcin Dorociński – Mirosław, młody wilk
- Stefan Friedmann – starszy sierżant Zbigniew Owczarek (wtyka w młodych wilkach)
- Andrzej Zaborski – szef Kancelarii Prezydenta RP
- Jan Machulski – nadinspektor Zenek
- Andrzej Grabarczyk – prezydent RP
- Gabriela Kownacka – pierwsza dama
- Marian Glinka – szef ochrony prezydenta RP
- Jan Hryniak – dziennikarz #1
- Sebastian Konrad – dziennikarz #2
- Jacek Jarzyna – dziennikarz #3
- Olaf Eysmont – dziennikarz #4
- Janusz Onufrowicz – dziennikarz #5
- Zbigniew Korepta – weteran podczas odsłonięcia obelisku
- Piotr Kwiatkowski – ochroniarz prezydenta RP
- Julian Mere – ochroniarz Dony #1
- Piotr Zelt – ochroniarz Dony #2
- Edyta Łukaszewicz-Lisowska – dziennikarka
- Krzysztof Szczygieł – mężczyzna od wykładzin
- Andrzej Blumenfeld – mecenas Celejewski, adwokat Ferdynanda Lipskiego
- Szymon Majewski – Mioduch
- Witold Pyrkosz – ksiądz
- Rafał Ozyra – taksówkarz, który wiózł Szakala
- Franciszek Trzeciak – Waldek, pracownik cargo
- Fernando Villagómez Porras – tłumacz języka hiszpańskiego
- Tomasz Tomaszewski – sędzia tenisowy
- Zdzisław Ambroziak – sprawozdawca sportowy
- Paweł Wilczak – ochroniarz na cargo
- Mariusz Pilawski – strażnik więzienny
- Juliusz Machulski – on sam
- Artoli Babikir – Shah-Al
- Jerzy Koziński – Rewiński, sobowtór „Siary” w więzieniu
- Stanisław Orzędała – portier w hotelu „Sheraton,” sobowtór Jerzego Kilera
- Leszek Blautenberg – sobowtór José Arcadio Moralesa

## Produkcja
Zdjęcia do filmu trwały od 23 czerwca do 4 sierpnia 1998 roku. Film kręcono w Warszawie (na dziedzińcu Dyrekcji Kolei Państwowych przy ul. Targowej 74, w kampusie Szkoły Głównej Gospodarstwa Wiejskiego na Ursynowie i w Pałacu Krasińskich przy ul. Nowoursynowskiej 166) i w domu przy ul. Redutowej 64 w Piasecznie.

## Możliwa kontynuacja
W grudniu 2019 roku pojawiły się informacje o trwających pracach nad scenariuszem trzeciej części Kilera (którego współautorem miał być sam Cezary Pazura) oraz o kompletowaniu obsady. Swój udział w planowanym filmie potwierdziła Katarzyna Figura.
W marcu 2022 roku Cezary Pazura potwierdził swoją chęć powrotu do roli Jurka Kilera. Aktor zapowiedział, że chciałby inaczej podejść do tej postaci i pokazać ją z całkowicie innej perspektywy. Ogłosił również, że prace nad scenariuszem trzeciego filmu już trwają. Kilka miesięcy później, w rozmowie z portalem Wirtualna Polska, aktor przyznał, że Juliusz Machulski nie powróci kolejny raz na stołek reżyserski, chociaż nie ma nic przeciwko powstaniu filmu. Powrót Janusza Rewińskiego w roli „Siary” był wątpliwy z uwagi na zakończenie kariery przez aktora. Aktor zmarł 1 czerwca 2024 roku.